# Elektrohydraulik
Unter Elektrohydraulik  versteht man die Verbindung von elektrischen Bauteilen  mit Bauteilen der Hydraulik. Das Arbeitsmedium Öl oder auch Wasser wird dabei durch elektrische Signale über entsprechende Komponenten gesteuert, z. B. bei elektrisch angesteuerten Hydraulikventilen.
Im Gegensatz zu rein hydraulischen Steuerungen erlauben elektrohydraulische Antriebe wesentlich komplexere Funktionen, insbesondere durch Verwendung elektronischer Schaltungen wie z. B. speicherprogrammierbare Steuerungen. Auch lassen sie sich leichter in elektrisch gesteuerte Anlagen integrieren. Der Vorteil der Hydraulik gegenüber rein elektrischen Antrieben liegt in den einfachen und kostengünstigen Aktoren und der Realisierung hoher Kräfte.
Die Elektrohydraulik ist nicht zu verwechseln mit der Servohydraulik. In der Servohydraulik geht es um geregelte Anwendungen und Stetigventile.